# Now We Are Free
"Now We Are Free" is een nummer van de Duitse filmcomponist Hans Zimmer en de Australische zangeres Lisa Gerrard. Het werd in 2000 uitgebracht als single en komt van het soundtrackalbum Gladiator uit 2000 als laatste track op het album. Het nummer is meer dan 300 miljoen keer gestreamd op Spotify (juni 2025).

## Achtergrond
Gerrard van de Australische band Dead Can Dance werd uitgenodigd door Zimmer en filmregisseur Ridley Scott voor een samenwerking voor het vocale gedeelte van de soundtrack. De muziek werd uitgevoerd door The Lyndhurst Orchestra onder leiding van Gavin Greenaway en opgenomen in de Air Studios in London. Gerrard verklaarde dat de tekst, een zelfbedachte taal is en de bedoelding was om met dit lied gevoelens op te roepen door middel van de klanken van de woorden, en niet door de betekenis ervan.

## Andere versies
"Now We Are Free" werd talloze keren gecoverd door verschillende artiesten. Een van de bekendste versie is die van Andrea Bocelli als "Nelle tue mani (Now We Are Free)" afkomstig van zijn album Cinema uit 2015. Bocelli zong het nummer live tijdens de finale van de UEFA Champions League in 2016.

### Overige covers (selectie)
- 2000: Blue Nature
- 2001: Dreamgate
- 2003: Becky Taylor
- 2004: Gladiator feat. Izzy
- 2006: The Ten Tenors
- 2007: Kelly Sweet
- 2012: Yvonne S. Moriarty
- 2013: Gregorian
- 2017: 2Cellos & London Symphony Orchestra
- 2017: Leona Lewis
- 2021: Les Prêtres Orthodoxes
- 2021: Amaury Vassili
- 2023: Camille & Julie Berthollet
- 2023: Jonas Kaufmann
- 2024: Brennan Heart, Timmy Trumpet & Blademasterz

## Hitnoteringen

### Hans Zimmer & Lisa Gerrard

#### NederlandseSingle Top 100
| Hitnotering: 28-04-2001 t/m 19-05-2001 | Hitnotering: 28-04-2001 t/m 19-05-2001 | Hitnotering: 28-04-2001 t/m 19-05-2001 | Hitnotering: 28-04-2001 t/m 19-05-2001 | Hitnotering: 28-04-2001 t/m 19-05-2001 | Hitnotering: 28-04-2001 t/m 19-05-2001 |
| Week:                                  | 1                                      | 2                                      | 3                                      | 4                                      |                                        |
| -------------------------------------- | -------------------------------------- | -------------------------------------- | -------------------------------------- | -------------------------------------- | -------------------------------------- |
| Positie:                               | 97                                     | 84                                     | 75                                     | 87                                     | uit                                    |